# Beni Khalled
Beni Khalled (in arabo بني خلاد‎?, Banī Khallād) è una municipalità tunisina.
La città fa parte del governatorato di Nabeul ed è stata elevata a municipalità con il decreto 213 del 12 settembre 1958 su una superficie di 592 ettari. Si trova a 40 km da Tunisi, nel centro della regione di Capo Bon.
L'economia cittadina si basa sull'agricoltura, specialmente sulla produzione di agrumi, di cui il centro, assieme alla vicina Menzel Bouzelfa è il maggiore e quasi esclusivo produttore tunisino. La maggior parte della produzione è destinata all'esportazione.
Il club di calcio locale, l'Étoile sportive de Béni Khalled, è stato fondato nel 1946 e partecipa alla massima categoria nazionale.